# Короткевич, Николай Николаевич
Николай Николаевич Короткевич  (24.11.1859 — 16.04.1940) — генерал-лейтенант Русской императорской армии.

## Биография
Из потомственных дворян Минской губернии. Православный. Образование получил в Полоцкой военной гимназии (1877). В службу вступил 01.09.1877. Окончил 2-е военное Константиновское училище (1879). Выпущен прапорщиком (старшинство с 08.08.1879) в 12-ю артиллерийскую бригаду.
Подпоручик (старшинство с 18.12.1880).
Поручик (старшинство с 04.12.1883). Окончил Николаевскую академию Генерального Штаба (1888; по 1-му разряду).
Штабс-капитан (старшинство с 31.03.1888). Состоял при Виленском ВО.
26.11.1888 — 09.04.1890 — состоял для поручений при штабе 2-го армейского корпуса.
Капитан (старшинство с 01.04.1890).
09.04.1890 — 01.03.1894 — старший адъютант штаба 2-го армейского корпуса.
01.11.1891 — 09.11.1892 — отбывал цензовое командование ротой в 105-м пехотном Оренбургском полку.
01.03.1894 — 06.12.1896 — штаб-офицер для поручений при штабе Туркестанского ВО.
Подполковник (старшинство с 17.04.1894).
06.12.1896 — 12.03.1899 — начальник военной канцелярии при военном губернаторе Сыр-Дарьинской области.
Полковник (старшинство с 05.04.1898).
12.03.1899 — 04.03.1904 — штаб-офицер при управлении 1-й стрелковой бригады.
01.05. — 04.09.1900 — отбывал цензовое командование батальоном во 2-м стрелковом полку.
27.05. — 27.07.1903 — был прикомандирован к артиллерии.
Участник русско-японской войны 1904 — 1905.
04.03.1904 — 12.12.1905 — командир 56-го пехотного Житомирского полка.
14.08. — 21.12.1905 — командующий 1-й бригадой 31-й пехотной дивизии.
Генерал-майор (приказ 12.12.1905; старшинство с 21.02.1905 за боевые отличия) с назначением командиром 2-й бригады 30-й пехотной дивизии.
25.02.1906 за бой у д. Сандепу (12.01. — 13.01.1905) награждён Золотым оружием с надписью «За храбрость».
17.10.1910 — 13.05.1914 — начальник 1-й Финляндской стрелковой бригады.
Генерал-лейтенант (старшинство с 13.05.1914).
13.05.1914 — 08.05.1915 — начальник 40-й пехотной дивизии.
Участник похода в Восточную Пруссию и битвы при Гумбиннене (07(20).08.1914).
С 08.05.1915 командир 36-го армейского корпуса.
На 10.07.1916 и 03.01.1917 в том же чине и должности.

## После Февральской революции
В июне 1918 г. минские газеты сообщали о встрече Николая Короткевича с Иосифом Воронко, председателем Народного секретариата Белорусской Народной Республики.

## Награды
- Орден Св. Станислава 3-й ст. (1891);
- Орден Св. Анны 3-й ст. (1894);
- Орден Св. Станислава 2-й ст. (1896);
- Орден Св. Анны 2-й ст. (1902);
- Золотое оружие «За храбрость» (ВП 25.02.1906);
- Орден Св. Владимира 4-й ст. с бантом (1906);
- Орден Св. Владимира 3-й ст. (1908);
- Орден Св. Станислава 1-й ст. (06.12.1911);
- Орден Св. Анны 1-й ст. с мечами (ВП 16.11.1914);
- Орден Св. Владимира 2-й ст. с мечами (ВП 04.06.1915);
- Орден Белого Орла с мечами (ВП 17.01.1916).